# 埃爾克魯塞羅
埃爾克魯塞羅（西班牙語：El Crucero），是尼加拉瓜的城鎮，位於該國西部，由馬那瓜省負責管轄，始建於2000年1月11日，面積225.72平方公里，海拔高度860米，2013年人口15,139，人口密度每平方公里67.07人。
11°59′N 86°19′W / 11.983°N 86.317°W